# Finska mästerskapet i bandy 1959
Finska mästerskapet i bandy 1959 avgjordes genom en enda serie. Käpylän Urheilu-Veikot blev finska mästare.

## Mästerskapsserien

### Slutställning
| Lag                              | Spelade | Vinster | Oavgjorda | Förluster | Målskillnad | Poäng |
| -------------------------------- | ------- | ------- | --------- | --------- | ----------- | ----- |
| Käpylän Urheilu-Veikot           | 9       | 8       | 1         | 0         | 41–11       | 17    |
| OPS                              | 9       | 6       | 1         | 2         | 46–23       | 13    |
| Lappeenrannan Veiterä            | 9       | 6       | 0         | 3         | 32–29       | 12    |
| Warkauden Pallo -35              | 9       | 4       | 1         | 4         | 30–26       | 9     |
| Kouvolan Urheilijain Palloilijat | 9       | 4       | 1         | 4         | 24–39       | 9     |
| Veitsiluodon Vastus              | 9       | 4       | 0         | 5         | 26–26       | 8     |
| OLS                              | 9       | 3       | 2         | 4         | 26–35       | 8     |
| IFK Helsingfors                  | 9       | 3       | 1         | 5         | 24–35       | 7     |
| Mikkelin Palloilijat             | 9       | 3       | 1         | 5         | 27–22       | 7     |
| IFK Vasa                         | 9       | 0       | 0         | 9         | 17–49       | 0     |

### Matcher
| Lag                              | KUV | OPS | LV  | WP35 | KUP | VV  | OLS | HIFK | MP  | VIFK |
| -------------------------------- | --- | --- | --- | ---- | --- | --- | --- | ---- | --- | ---- |
| Käpylän Urheilu-Veikot           |     | 5-0 |     |      | 5-0 | 4-1 |     | 6-1  | 3-3 |      |
| OPS                              |     |     |     | 3-3  | 8-2 |     |     | 7-2  | 6-3 |      |
| Lappeenrannan Veiterä            | 1-6 | 3-2 |     |      | 6-3 | 3-1 |     |      |     | 8-2  |
| Warkauden Pallo -35              | 1-3 |     | 2-3 |      |     | 4-3 | 8-1 |      |     |      |
| Jouvolan Urheilijain Palloilijat |     |     |     | 3-2  |     | 4-3 | 4-4 | 4-1  |     |      |
| Veitsiluodon Vastus              |     | 1-6 |     |      |     |     |     | 4-1  | 1-0 | 6-3  |
| OLS                              | 2-3 | 1-8 | 6-1 |      |     | 1-6 |     |      |     | 7-2  |
| IFK Helsingfors                  |     |     | 4-2 | 5-3  |     |     | 3-3 |      |     | 5-2  |
| Mikkelin Palloilijat             |     |     | 3-5 | 2-3  | 8-1 |     | 0-1 | 4-2  |     |      |
| IFK Vasa                         | 1-6 | 2-6 |     | 3-4  | 2-3 |     |     |      | 0-4 |      |

I skiljematchen om att undvika nedflyttning vann IFK Helsingfors över Mikkelin Palloilijat med 2-1. Nykomlingar från Finlandsserien blev VPS och Viipurin Reipas medan MP och IFK Vasa åkte ur serien.

## Finska mästarna
KUV: Ohto Uotinen, Olavi Varma, Kai Ström, Nils Månsson, Matti Niemi, Lauri Martti, Kauko Korpela, Tauno Timoska, Reijo Rihtamo, Pentti Jokinen, Tapio Hovi, valmentaja: Veikko Laurikainen.